# Боян (Сібіу)
Боян (рум. Boian) — село у повіті Сібіу в Румунії. Входить до складу комуни Базна.
Село розташоване на відстані 244 км на північний захід від Бухареста, 46 км на північ від Сібіу, 80 км на південний схід від Клуж-Напоки, 122 км на північний захід від Брашова.

## Населення
За даними перепису населення 2002 року у селі проживали 1557 осіб.
Національний склад населення села:
| Національність | Кількість осіб | Відсоток |
| -------------- | -------------- | -------- |
| румуни         | 1156           | 74,2%    |
| цигани         | 383            | 24,6%    |
| угорці         | 12             | 0,8%     |
| німці          | 6              | 0,4%     |

Рідною мовою назвали:
| Мова      | Кількість осіб | Відсоток |
| --------- | -------------- | -------- |
| румунська | 1498           | 96,2%    |
| циганська | 42             | 2,7%     |
| угорська  | 10             | 0,6%     |
| німецька  | 7              | 0,4%     |